# Squadra portoghese di Coppa Davis
La squadra portoghese di Coppa Davis rappresenta il Portogallo nella Coppa Davis, ed è posta sotto l'egida dalla Federação Portuguesa de Ténis.
La squadra partecipa alla competizione dal 1925, tuttavia non ha mai partecipato al Gruppo Mondiale. Ha però partecipato agli Spareggi nel 1994, venendo sconfitto dalla Croazia per 4-0 e nel 2017, perdendo dalla Germania 3-2. Ha inoltre partecipato alle Qualificazioni della fase finale nel 2019.

## Organico 2024
Vengono di seguito illustrati i convocati per ogni singolo turno della Coppa Davis 2019. A sinistra dei nomi la nazione affrontata e il risultato finale. Fra parentesi accanto ai nomi, il ranking del giocatore nel momento della disputa degli incontri (la "d" indica che il ranking corrisponde alla specialità del doppio).
| Qualificazioni Gruppo Mondiale | Qualificazioni Gruppo Mondiale                                                                    |
| Finlandia (1-3)                | Nuno Borges (47) Henrique Rocha (243) João Sousa (245) Gastão Elias (290) Francisco Cabral (49 d) |
| ------------------------------ | ------------------------------------------------------------------------------------------------- |

| Gruppo Mondiale I - Playoff | Gruppo Mondiale I - Playoff                                                                        |
| Norvegia (1-3)              | Nuno Borges (30) Jaime Faria (157) Henrique Rocha (159) Gastão Elias (307) Francisco Cabral (75 d) |
| --------------------------- | -------------------------------------------------------------------------------------------------- |

## Risultati
= Incontro del Gruppo Mondiale

### 2010-2019
| Anno | Turno                          | Data             | Sede                   | Avversario           | Punteggio | Esito     |
| ---- | ------------------------------ | ---------------- | ---------------------- | -------------------- | --------- | --------- |
| 2010 | Gruppo II, 1º Turno            | 5-7 marzo        | Maia (PRT)             | Danimarca            | 4–1       | Vittoria  |
| 2010 | Gruppo II, 2º Turno            | 9-11 luglio      | Lisbona (PRT)          | Cipro                | 5–0       | Vittoria  |
| 2010 | Gruppo II, Playoff             | 17-19 settembre  | Oeiras (PRT)           | Bosnia ed Erzegovina | 3–2       | Vittoria  |
| 2011 | Gruppo I, 1º Turno             | 4-6 marzo        | Lisbona (PRT)          | Slovacchia           | 4–1       | Vittoria  |
| 2011 | Gruppo I, 2º Turno             | 8-10 luglio      | Berna (CHE)            | Svizzera             | 0–5       | Sconfitta |
| 2012 | Gruppo I, 2º Turno             | 6-8 aprile       | Ramat HaSharon (ISR)   | Israele              | 2–3       | Sconfitta |
| 2012 | Gruppo I, Playoff              | 14-16 settembre  | Bratislava (SVK)       | Slovacchia           | 1–3       | Sconfitta |
| 2013 | Gruppo II, 1º Turno            | 1-3 febbraio     | Lisbona (PRT)          | Benin                | 5–0       | Vittoria  |
| 2013 | Gruppo II, 2º Turno            | 5-7 aprile       | Lisbona (PRT)          | Lituania             | 5–0       | Vittoria  |
| 2013 | Gruppo II, Playoff             | 13-15 settembre  | Chișinău (MDA)         | Moldavia             | 3–2       | Vittoria  |
| 2014 | Gruppo I, 1º Turno             | 31 gen. - 2 feb. | Kranj (SVN)            | Slovenia             | 2–3       | Sconfitta |
| 2014 | Gruppo I, Playoff              | 12-14 settembre  | Mosca (RUS)            | Russia               | 1–4       | Sconfitta |
| 2015 | Gruppo II, 1º Turno            | 6-8 marzo        | Lisbona (PRT)          | Marocco              | 4–1       | Vittoria  |
| 2015 | Gruppo II, 2º Turno            | 17-19 luglio     | Viana do Castelo (PRT) | Finlandia            | 4–1       | Vittoria  |
| 2015 | Gruppo II, Playoff             | 18-20 settembre  | Viana do Castelo (PRT) | Bielorussia          | 3–2       | Vittoria  |
| 2016 | Gruppo I, 1º Turno             | 4-6 marzo        | Guimarães (PRT)        | Austria              | 1–4       | Sconfitta |
| 2016 | Gruppo I, Playoff              | 16-18 settembre  | Lisbona (PRT)          | Slovenia             | 5–0       | Vittoria  |
| 2017 | Gruppo I, 2º Turno             | 3-5 febbraio     | Lisbona (PRT)          | Israele              | 5–0       | Vittoria  |
| 2017 | Gruppo I, Playoff              | 7-9 aprile       | Lisbona (PRT)          | Ucraina              | 4–1       | Vittoria  |
| 2017 | Spareggi Gruppo Mondiale       | 15-17 settembre  | Lisbona (PRT)          | Germania             | 2–3       | Sconfitta |
| 2018 | Gruppo I, 2º Turno             | 6-7 aprile       | Stoccolma (SWE)        | Svezia               | 2–3       | Sconfitta |
| 2018 | Gruppo I, Playoff 1º Turno     | 14-15 settembre  | Buča (UKR)             | Ucraina              | 1–3       | Sconfitta |
| 2018 | Gruppo I, Playoff 2º Turno     | 19-20 ottobre    | Lisbona (PRT)          | Sudafrica            | 4–0       | Vittoria  |
| 2019 | Qualificazioni Gruppo Mondiale | 1-2 febbraio     | Nur-Sultan (KAZ)       | Kazakistan           | 1–3       | Sconfitta |
| 2019 | Gruppo I, Turno principale     | 13-14 settembre  | Minsk (BLR)            | Bielorussia          | 2–3       | Sconfitta |

### 2020-2029
| Anno | Turno                               | Data            | Sede                   | Avversario | Punteggio | Esito     |
| ---- | ----------------------------------- | --------------- | ---------------------- | ---------- | --------- | --------- |
| 2020 | Gruppo Mondiale I, Playoff          | 6-7 marzo       | Šiauliai (LTU)         | Lituania   | 4–0       | Vittoria  |
| 2020 | Gruppo Mondiale I, Turno principale | 18-19 settembre | Cluj-Napoca (ROU)      | Romania    | 1–3       | Sconfitta |
| 2022 | Gruppo Mondiale I, Playoff          | 4-5 marzo       | Porto (PRT)            | Polonia    | 4–0       | Vittoria  |
| 2022 | Gruppo Mondiale I, Turno principale | 16-17 settembre | Viana do Castelo (PRT) | Brasile    | 3–1       | Vittoria  |
| 2023 | Qualificazioni Gruppo Mondiale      | 4-5 febbraio    | Maia (PRT)             | Rep. Ceca  | 1–3       | Sconfitta |
| 2023 | Gruppo Mondiale I, Turno principale | 15-16 settembre | Schwechat (AUT)        | Austria    | 3–1       | Vittoria  |
| 2024 | Qualificazioni Gruppo Mondiale      | 2-3 febbraio    | Turku (FIN)            | Finlandia  | 1–3       | Sconfitta |
| 2024 | Gruppo Mondiale I, Turno principale | 13-14 settembre | Bekkestua (NOR)        | Norvegia   | 1–3       | Sconfitta |

## Statistiche giocatori
Di seguito la classifica dei tennisti portoghesi con almeno una partecipazione in Coppa Davis, ordinati in base al numero di vittorie. In caso di parità si tiene conto del maggior numero di incontri disputati; in caso di ulteriore parità viene dato più valore agli incontri in singolare; come quarto e ultimo criterio viene considerata la data d'esordio. In grassetto quelli tuttora in attività.

Aggiornato alla Coppa Davis 2025 (Monaco-Portogallo 2-3).
| #  | Tennista                 | Singolare | Doppio | Totale |
| -- | ------------------------ | --------- | ------ | ------ |
| 1  | João Sousa               | 30-19     | 11-10  | 41-29  |
| 2  | João Cunha-Silva         | 25-28     | 12-12  | 37-40  |
| 3  | Nuno Marques             | 21-18     | 11-8   | 32-26  |
| 4  | Frederico Gil            | 18-10     | 10-7   | 28-17  |
| 5  | Emanuel Couto            | 11-10     | 13-5   | 24-15  |
| 6  | Rui Machado              | 16-16     | 1-1    | 17-17  |
| 7  | Gastão Elias             | 7-11      | 9-12   | 16-23  |
| 8  | Bernardo Mota            | 10-11     | 6-3    | 16-14  |
| 9  | Leonardo Tavares         | 5-9       | 10-7   | 15-16  |
| 10 | Pedro Sousa              | 10-5      | 3-0    | 13-5   |
| 11 | Pedro Cordeiro           | 5-8       | 5-7    | 10-15  |
| 12 | José Vilela              | 8-10      | 1-7    | 9-17   |
| 13 | Alfredo Vaz Pinto        | 7-18      | 2-8    | 9-26   |
| 14 | Nuno Borges              | 5-3       | 3-4    | 8-7    |
| 15 | Raúl Peralta             | 5-4       | 1-6    | 6-10   |
| 16 | Frederico Ferreira Silva | 4-2       | 1-0    | 5-2    |
| 17 | João Domingues           | 4-1       | 0-0    | 4-1    |
| 18 | João Lagos               | 3-8       | 0-3    | 3-11   |
| 19 | Francisco Cabral         | 0-0       | 3-4    | 3-4    |
| 20 | Henrique Rocha           | 3-0       | 0-0    | 3-0    |
| 21 | José de Verda            | 2-6       | 0-2    | 2-8    |
| 22 | Miguel Soares            | 1-4       | 1-2    | 2-6    |
| 23 | Hélder Lopes             | 2-3       | 0-1    | 2-4    |
| 24 | Sérgio Cruz              | 1-8       | 0-1    | 1-9    |
| 25 | António Casanovas        | 1-5       | 0-3    | 1-8    |
| 26 | David Cohen              | 1-5       | 0-0    | 1-5    |
| 27 | Manuel de Sousa          | 1-3       | 0-1    | 1-4    |

| #  | Tennista              | Singolare | Doppio | Totale |
| -- | --------------------- | --------- | ------ | ------ |
| 28 | Gonçalo Nicau         | 0-2       | 1-0    | 1-2    |
| 29 | Bruno Fragoso         | 1-1       | 0-0    | 1-1    |
| 30 | João Guedes           | 1-0       | 0-0    | 1-0    |
| 31 | Diogo Rocha           | 1-0       | 0-0    | 1-0    |
| 32 | André Gaspar Murta    | 1-0       | 0-0    | 1-0    |
| 33 | João Roquette         | 0-2       | 0-6    | 0-8    |
| 34 | José da Silva         | 0-4       | 0-3    | 0-7    |
| 35 | José Manuel Cordeiro  | 0-4       | 0-3    | 0-7    |
| 36 | José Roquette         | 0-4       | 0-1    | 0-5    |
| 37 | Jaime Faria           | 0-3       | 0-1    | 0-4    |
| 38 | António Azevedo Gomes | 0-2       | 0-2    | 0-4    |
| 39 | Eduardo Ricciardi     | 0-2       | 0-1    | 0-3    |
| 40 | João Maio             | 0-2       | 0-1    | 0-3    |
| 41 | Fernando Vasconcelos  | 0-0       | 0-3    | 0-3    |
| 42 | Manuel Dinis          | 0-0       | 0-3    | 0-3    |
| 43 | António Pinto Coelho  | 0-2       | 0-0    | 0-2    |
| 44 | Olívio Silva          | 0-2       | 0-0    | 0-2    |
| 45 | Arsénio Marta         | 0-2       | 0-0    | 0-2    |
| 46 | Marco Seruca          | 0-2       | 0-0    | 0-2    |
| 47 | Tiago Vinhas Sousa    | 0-2       | 0-0    | 0-2    |
| 48 | Luís Filipe Silva     | 0-1       | 0-1    | 0-2    |
| 49 | António van Grichen   | 0-1       | 0-1    | 0-2    |
| 50 | André Lopes           | 0-1       | 0-0    | 0-1    |
| 51 | Tiago Godinho         | 0-1       | 0-0    | 0-1    |

## Andamento
La seguente tabella riflette l'andamento della squadra dal 1990 ad oggi.
| Pos.           | 90 | 91 | 92 | 93 | 94 | 95 | 96 | 97 | 98 | 99 | 00 | 01 | 02 | 03 | 04 | 05 | 06 | 07 | 08 | 09 | 10 | 11 | 12 | 13 | 14 | 15 | 16 | 17 | 18 | 19 | 21 | 22 | 23 | 24 |
| -------------- | -- | -- | -- | -- | -- | -- | -- | -- | -- | -- | -- | -- | -- | -- | -- | -- | -- | -- | -- | -- | -- | -- | -- | -- | -- | -- | -- | -- | -- | -- | -- | -- | -- | -- |
| Campione       |    |    |    |    |    |    |    |    |    |    |    |    |    |    |    |    |    |    |    |    |    |    |    |    |    |    |    |    |    |    |    |    |    |    |
| Finalista      |    |    |    |    |    |    |    |    |    |    |    |    |    |    |    |    |    |    |    |    |    |    |    |    |    |    |    |    |    |    |    |    |    |    |
| SF             |    |    |    |    |    |    |    |    |    |    |    |    |    |    |    |    |    |    |    |    |    |    |    |    |    |    |    |    |    |    |    |    |    |    |
| QF             |    |    |    |    |    |    |    |    |    |    |    |    |    |    |    |    |    |    |    |    |    |    |    |    |    |    |    |    |    |    |    |    |    |    |
| OF             |    |    |    |    |    |    |    |    |    |    |    |    |    |    |    |    |    |    |    |    |    |    |    |    |    |    |    |    |    |    |    |    |    |    |
| Qualificazioni | x  | x  | x  | x  | x  | x  | x  | x  | x  | x  | x  | x  | x  | x  | x  | x  | x  | x  | x  | x  | x  | x  | x  | x  | x  | x  | x  | x  | x  |    |    |    |    |    |
| Gruppo I       |    |    |    |    |    |    |    |    |    |    |    |    |    |    |    |    |    |    |    |    |    |    |    |    |    |    |    |    |    |    |    |    |    |    |
| Gruppo II      |    |    |    |    |    |    |    |    |    |    |    |    |    |    |    |    |    |    |    |    |    |    |    |    |    |    |    |    |    |    |    |    |    |    |
| Gruppo III     | x  | x  |    |    |    |    |    |    |    |    |    |    |    |    |    |    |    |    |    |    |    |    |    |    |    |    |    |    |    |    |    |    |    |    |
| Gruppo IV      | x  | x  | x  | x  | x  | x  | x  |    |    |    |    |    |    | x  |    |    |    |    |    |    | x  | x  | x  | x  | x  | x  | x  | x  | x  | x  |    |    |    |    |

Legenda
- Campione: La squadra ha conquistato la Coppa Davis.
- Finalista: La squadra ha disputato e perso la finale.
- SF: La squadra è stata sconfitta in semifinale.
- QF: La squadra è stata sconfitta nei quarti di finale.
- OF: La squadra è stata sconfitta negli ottavi di finale (1º turno). Dal 2019 sostituito dal Round Robin.
- Qualificazioni: La squadra è stata sconfitta al turno di qualificazione. Istituito nel 2019.
- Gruppo I: La squadra ha partecipato al Gruppo I della propria zona di appartenenza.
- Gruppo II: La squadra ha partecipato al Gruppo II della propria zona di appartenenza.
- Gruppo III: La squadra ha partecipato al Gruppo III della propria zona di appartenenza.
- Gruppo IV: La squadra ha partecipato al Gruppo IV della propria zona di appartenenza.
- x: Ove presente, la x indica che in quel determinato anno, il Gruppo in questione non è esistito nella zona geografica di appartenenza della squadra.